# Бликса
Бликса (лат. Blyxa; от др.-греч. βλύζω, blyzo — бить ключом) — род водных растений семейства Водокрасовые (Hydrocharitaceae), распространённый в тропиках и субтропиках Африки, Азии, Австралии и Океании.

## Ботаническое описание
Однолетние или многолетние травянистые растения, погружённые в пресную воду. Многолетние виды с корневищами, столоны присутствуют. Стебли прямостоячие, укоренённые в субстрате, неразветвлённые, короткие или удлиненные. Листья прикорневые или стеблевые (спирально очерёдные), сидячие, ланцетные или линейные, однородного цвета, с заметной средней жилкой и несколькими боковыми жилками, основание переходит во влагалище, верхушка острая, край мелкопильчатый.
Цветки обоеполые или однополые (двудомные), одиночные или собраны кистевидное соцветие, надводные, на цветоножках. Покрывало трубчатое, не крылатое, сидячее или на ножке, на вершине раздвоенное, с продольными жилками. Чашелистиков 3, зелёные, линейные или ланцетные, остаются при плодах. Лепестков 3, белые или красноватые, длиннее чашелистиков. Тычинок 3—9; нити тонкие; пыльники веретеновидные, 4-гнёздные; пыльца в монадах. Пестиков 3; завязь 1-гнёздная, линейная, оттянутая в длинный нитевидный носик; столбиков 3; семязачатки многочисленные. Плоды от цилиндрических до круглых, длинные, узкие, ребристые, неравномерно раскрывающиеся. Семена многочисленные, эллиптические или продолговато-веретеновидные, гладкие или с шипиками.

## Виды
Род включает 14 видов:
- Blyxa aubertii Rich. typus[1]
- Blyxa echinosperma (C.B.Clarke) Hook.f. — Бликса колючесемянная
- Blyxa hexandra C.D.K.Cook & Luond
- Blyxa japonica (Miq.) Maxim. ex Asch. & Gürke
- Blyxa javanica Hassk.
- Blyxa kasaragodensis P.Biju, Josekutty & Augustine
- Blyxa leiosperma Koidz.
- Blyxa mangalensis K.Rashmi & G.Krishnak.
- Blyxa novoguineensis Hartog
- Blyxa octandra (Roxb.) Planch. ex Thwaites
- Blyxa quadricostata Hartog
- Blyxa radicans Ridl.
- Blyxa senegalensis Dandy
- Blyxa vietii C.D.K.Cook & Luond